# Otterburn (Northumberland)
Otterburn – wieś i civil parish w Anglii, w hrabstwie Northumberland. Leży 47 km na północny zachód od miasta Newcastle upon Tyne i 436 km na północ od Londynu. W 2011 roku civil parish liczyła 654 mieszkańców.